# 出産前小児保健指導
出産前小児保健指導(しゅっさんぜんしょうにほけんしどう、prenatal visit)、もしくはプレネイタル・ビジットは、行政上は出産前小児保健指導事業といい、妊娠後期の妊産婦とその家族を対象に、小児科医などから育児に関する保健指導を受ける機会を提供することによって、育児不安の解消を図るとともに、産まれてくる子どものかかりつけ医師をかくほすることを目的として、1992年(平成4年)度から市町村特別保育事業のひとつとして国庫補助対象事業に加えられている事業のことである。

## 概要
これは出産前に産婦人科医から小児科医を紹介するシステムで、妊産婦から育児不安を少しでも取り除くことを目的とした国の事業である。妊娠届をだした妊産婦に母子健康手帳と合わせて交付する受診票に産まれてくる子どもの主治医となる小児科医への紹介カードが添付されている。妊産婦は、産科医から紹介された小児科医で病気に関する相談から育児の心構え、栄養、オムツの替え方までの指導が受けられる。産後うつ、マタニティブルーの予防として重視されている。